# Cuchara medidora

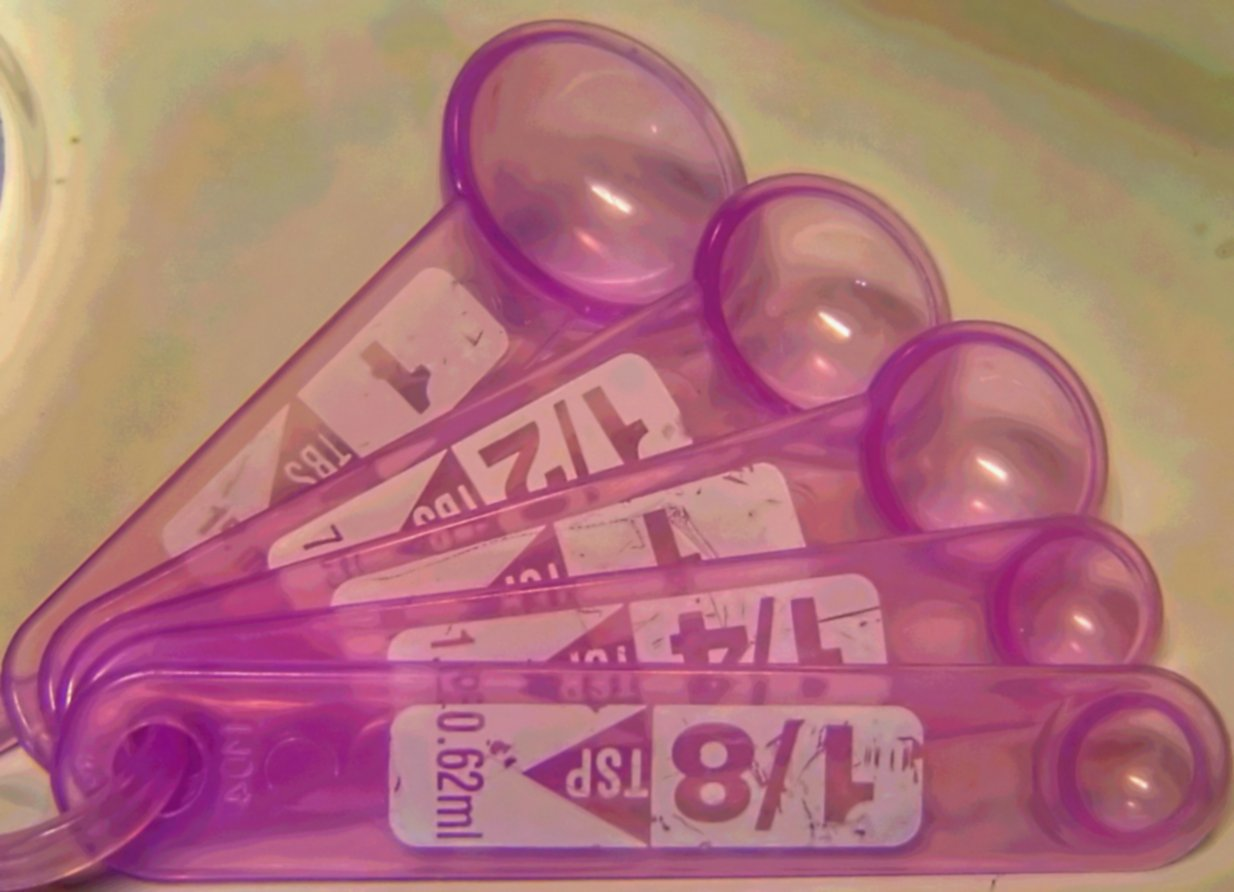
Un set o abanico de cucharas medidoras de plástico.

La cuchara medidora o cuchara dosificadora es una cuchara empleada para medir cantidades (volúmenes) de sustancias que pueden ser líquidas o en polvo. Se emplea en la cocina y en el laboratorio como elemento uniformador de empleo de pequeñas cantidades. Está disponible en plástico, metal y en otros materiales rígidos. Existe en diferentes tamaños que pueden ir desde una cucharadita a una cucharada.
Pueden medir desde gramos a mililitros o centímetros cúbicos.